# Missouri Fur Company
La Missouri Fur Company (en español, «Compañía de piel(es) de(l) Misuri») (también conocida como St. Louis Missouri Fur Company o «Compañía de piel(es) de San Luis de Misuri») fue una de las primeras empresas dedicadas al comercio de pieles en San Luis, (Misuri). Disuelta y reorganizada varias veces, operó bajo varios nombres desde 1809 (como Manuel Lisa Trading Company; en español, «Compañía de comercio Manuel Lisa») hasta su disolución definitiva en 1830. Fue creada por un grupo de comerciantes de pieles y comerciantes que operaban desde San Luis hasta Kaskaskia, en especial Manuel Lisa y varios miembros de la familia Chouteau. Las expediciones que organizó la Compañía sirvieron para explorar la región de la cuenca superior del río Misuri y negociaron con muchas tribus nativas de Norteamérica, siendo su forma de actuar el modelo de las compañías peleteras a lo largo del Misuri hasta la década de 1820.

## Creación de la compañía

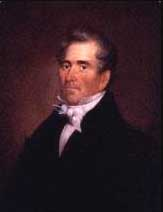
Manuel Lisa, cofundador y principal propietario de la Missouri Fur Company después de 1813

En agosto de 1808 el comerciante de pieles de origen español Manuel Lisa (1772-1820) regresó a San Luis de su primera expedición al curso superior del río Misuri e informó a los comerciantes de la ciudad del alto potencial de esa región para el comercio de pieles. El 24 de febrero de 1809, Lisa y otros prominentes operadores del sector peletero de la zona de San Luis formaron, en asociación, una compañía, de la que eran miembros Benjamín Wilkinson (sobrino del gobernador del Territorio de Luisiana, James Wilkinson), Jean Pierre Chouteau (hijo del cofundador de la ciudad de San Luis, René Auguste Chouteau), Auguste Pierre Chouteau (hijo de Jean Pierre), Reuben Lewis (hermano de Meriwether Lewis, colider de la famosa expedición de Lewis y Clark), William Clark (1770-1838) (el otro colíder de la citada expedición), Pierre Menard, Andrew Henry (1775-1832), Sylvester Labadie, William Morrison y Andrew Fitzhugh. Los artículos de la asociación, firmada el 9 de marzo de 1809, definieron las funciones de los socios de la empresa: Lisa y Wilkinson fueron nombrados como comerciantes de campo; Clark, era el agente de la Compañía en San Luis; y a ninguno de los miembros se les permitía el comercio fuera de su papel como miembros de la Compañía. La Compañía adquirió los equipamientos y los puestos de las compañías privadas que tenían algunos de sus miembros (incluido el primer Fort Lisa en la actual Dakota del Norte, en la confluencia del río Bighorn en el río Yellowstone, propiedad de Manuel Lisa). Los recursos de capital de la Compañía totalizaban al menos 40.000 $. Entre los equipos y suministros para comerciar con los nativos por las pieles estaban armas de fuego, municiones y whisky. La Compañía definió su campo de operaciones como el completo valle del río Misuri aguas arriba de la confluencia con el río Platte.

## Expediciones de la compañía y reorganizaciones

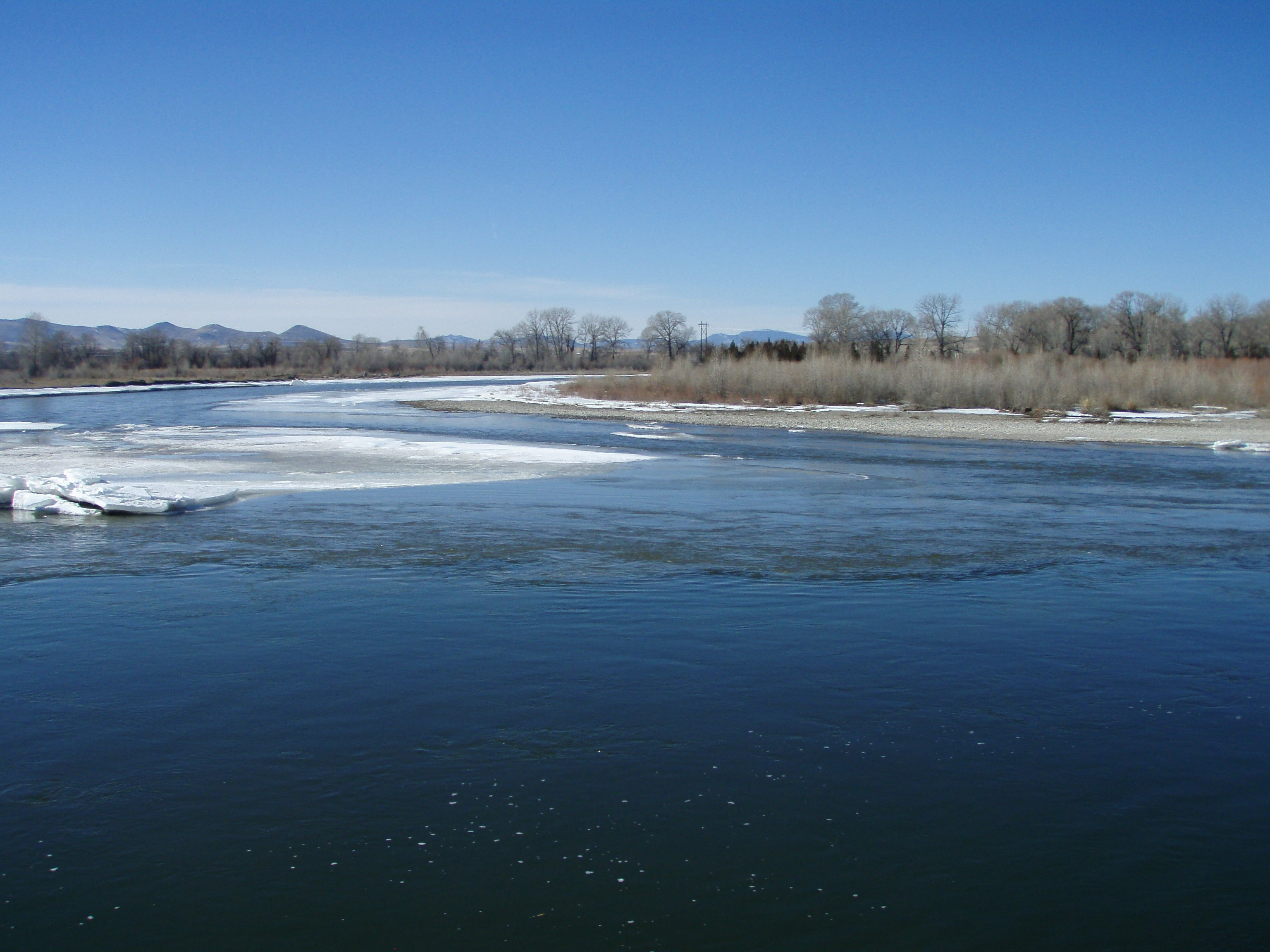
Three Forks del Misuri, cerca del lugar del ataque el 12 de abril de 1810 a la expedición Henry-Menard, en la actual Montana

### Expedición Henry-Menard de 1809-11
Pierre Menard y Henry Andrew encabezaron la primera expedición de la Compañía, dejando San Luis aproximadamente en junio de 1809 para escoltar a un jefe mandan de regreso a su poblado y poder reunir pieles para su venta de vuelta en San Luis. La expedición, compuesta por al menos 150 hombres (incluidos tiradores expertos y miembros de la milicia estadounidense), llevaba suministros para al menos cinco nuevos puestos comerciales. El grupo construyó los nuevos puestos a lo largo del río Misuri en el otoño de 1809. La expedición viajó luego hasta Fort Lisa, en el río Yellowstone, en la desembocadura del río Big Horn, donde pasaron el invierno. La primavera siguiente la expedición regresó a Fort Lisa, en Three Forks del Misuri, donde construyeron otro puesto comercial a unas dos millas aguas arriba de la confluencia del río Jefferson y el río Madison.
Dado que la expedición estaba capturando gran número de castores, sus miembros esperaban regresar a San Luis con una fuente sustancial de pieles que darían una buena ganancia. Sin embargo, habían construido el puesto en Three Forks en territorio de los pies negros sin su permiso, y los pies negros no permitían trampear en sus tierras. Además, a los pies negros no le había gustado que previamente Lisa hubiese negociado con la nación crow, a quienes consideraban sus enemigos. El 12 de abril de 1810, un grupo de guerreros pies negros atacaron a los comerciantes, matando a cinco personas y capturando caballos, armas, municiones, trampas y pieles. Atacaron a la partida de nuevo el 23 de abril, momento en el que varios comerciantes decidieron regresar a San Luis con Pierre Menard, mientras que Andrew Henry se quedó al mando de los restantes cazadores. Durante el viaje de regreso del grupo de Menard, a principios de mayo, George Drouillard, antes intérprete de la expedición de Lewis y Clark, fue asesinado en una emboscada. En un momento los cazadores al mando de Henry en el puesto de Three Forks fueron atacados por más de 200 guerreros pies negros y se vieron obligados a abandonar el puesto a finales de 1810.
Henry y los tramperos vivaquearon a través de la divisoria continental y luego acamparon en un puesto comercial temporal que erigieron en el ramal norte del río Snake, ahora conocido como Henry's Fork en el actual estado de Idaho. Cuando la caza en el nuevo puesto no proporcionó suficiente comida, los tramperos tuvieron que matar a sus propios caballos y subsistieron principalmente de carne de caballo. En la primavera de 1811 el grupo se disolvió cuando algunos miembros se dirigieron al sur hacia territorio español y otros (como Andrew Henry) hacia el este, hacia el valle del río Misuri y San Luis. La primera expedición de comercio y trampeo de la Missouri Fur Company no proporcionó pieles a la empresa y tuvo como resultado el abandono de Fort Lisa en el río Yellowstone.

### Expedición de Chouteau de 1810
Aunque la expedición Henry-Menard había tenido problemas en la región del alto Misuri, Auguste Pierre Chouteau lanzó su propia expedición a la región controlada por los mandan. Perdió muchas pieles y un puesto comercial entre los mandan cuando un incendio destruyó el puesto. Las pérdidas del incendio llevaron a Chouteau a regresar a San Luis a finales de 1810, donde los bajos precios de las pieles de castor agravaron los malos resultados económicos de su expedición.

### Reorganizaciones de 1812 y 1813
Aunque los términos de la asociación expiraban en marzo de 1812, los administradores disolvieron y reorganizaron la compañía en enero de 1812. Conservó pocos de sus miembros originales y un capital de unos 30.000 $. La nueva empresa funcionó como una sociedad anónima (joint-stock company) con un total de diez acciones, todas en manos de comerciantes de San Luis. El ya rico comerciante de pieles John Jacob Astor se ofreció para invertir en cinco acciones más (de 3.000 $ cada una) pero su oferta fue rechazada por los miembros de la asociación.
A principios de 1812, la nueva compañía reorganizada envió una expedición con 11.000 $ de mercancías comerciales en dos barcos por el río Misuri. Esta expedición, dirigida por el propio Manuel Lisa, regresó el 27 de septiembre de 1812, con pocas pieles y pocas ganancias. La expedición del siguiente año tampoco fue rentable, y, en el otoño de 1813 la asociación se disolvió de nuevo y fue reorganizada.
Manuel Lisa quedó como dueño principal de la nueva compañía, con pocos miembros originales y menos capitalización. En ese momento la empresa comenzó a ser llamada Manuel Lisa Trading Company. Debido al estallido de la Guerra anglo-estadounidense de 1812, se llevaron a cabo pocas operaciones y llegaron noticias de que la guerra había alcanzado el territorio de Luisiana en 1813. La guerra interrumpió el comercio con las tribus de la parte superior del río Misuri hasta 1816, y durante ese tiempo la compañía centró sus esfuerzos en Council Bluff. Construyeron cerca de allí un nuevo Fort Lisa, en lo que ahora es North Omaha, en Nebraska.

### Reorganización de 1819
Después de la guerra, en 1819, la compañía fue disuelta y reorganizada. Sólo Lisa se mantuvo de los miembros originales, comprando las acciones restantes Joshua Pilcher, Thomas Hempstead (hermano de Edward Hempstead, presidente de la legislatura territorial), Joseph Perkins, Andrew Woods, Moses Carson, John B. Zenoni, Andrew Drips y Robert Jones. La última expedición de Lisa salió a finales de 1819 y regresó de Fort Lisa en la primavera de 1820. En agosto de ese mismo año, inesperadamente, Lisa falleció en San Luis a causa de una enfermedad desconocida. Joshua Pilcher se convirtió en el nuevo presidente de la Compañía y en 1821 trató de ampliar sus operaciones en la región del alto Misuri. Pilcher envió una expedición a la desembocadura del río White, donde en el otoño de 1820, la compañía construyó Fort Recovery. A finales de 1821 Pilcher dirigió la construcción de Fort Benton en la desembocadura del río Bighorn en el Yellowstone, en el sitio del antiguo Fort Raymond (que había sido trasladado con el nombre Fort Lisa en 1810, en la actual Dakota del Norte).

### Expedición de Jones de 1822
A principios de 1822, Pilcher envió una expedición dirigida por Robert Jones desde St. Charles (Misuri) al nuevo Fort Benton. A finales de ese año, la partida había regresado a San Luis con más de 25.000 $ en pieles. A principios de 1823, el mismo grupo dejó Fort Benton para negociar con los pies negros con fines comerciales, llegando a Three Forks en mayo. A finales de mayo, el grupo se reunió con una partida de pies negros con los que negociaron erigir un nuevo puesto cerca de la Great Falls of the Missouri. A pesar de lo tratado con los pies negros la expedición Jones se retiró hacia Fort Benton. El 30 de mayo, los mismos pies negros atacaron a la expedición. Pilcher escribió al agente indio en Fort Atkinson describiendo el ataque:

Mis montañeros han sido derrotados, y los jefes de la partida también han sido asesinados; la partida fue atacada por tres o cuatro centenares de indios pies negros en una posición en el río Yellowstone, donde nada más que la derrota se esperaba. Jones, Immell y cinco hombres fueron asesinados. El primero, se dice, luchó desesperadamente. Jones mató a dos indios, y cargando su pistola para matar a un tercero, recibió dos lanzas en su pecho. Immell estaba delante, mató a un indio y fue cortado en pedazos. Creo que hemos perdido por lo menos 15.000 $.
 Joshua Pilcher, Letter to Benjamin O'Fallon, U.S. Agent for Indian Affairs, July 3, 1823.

Los miembros supervivientes del grupo construyeron embarcaciones para navegar hacia Fort Vanderburgh en el río Misuri, a doce millas de la confluencia con el río Yellowstone, y, finalmente, regresaron a San Luis.

## Disolución
Después de la expedición de Jones, Pilcher disolvió la Missouri Fur Company en el otoño de 1824. Se formó una nueva compañía, con el nombre de Pilcher, para adquirir los activos de la Missouri Fur Company, y rápidamente se retiró de todos los antiguos puestos de la Missouri Fur Company por encima de Council Bluff. El poder de la nueva empresa comercial se vio limitada por la expansión de las empresas rivales, como la American Fur Company (la empresa fundada en 1808 propiedad de John Jacob Astor) y la Rocky Mountain Fur Company (compañía fundada el año anterior, 1822, propiedad de Andrew Henry, antiguo accionista de la Missouri Fur Company, y de William Henry Ashley). La competencia no fue el único problema con el que se enfrentaba la empresa, ya que sus proveedores y agentes cada vez eran de menos confianza.

### Expedición de Pilcher de 1827–1829

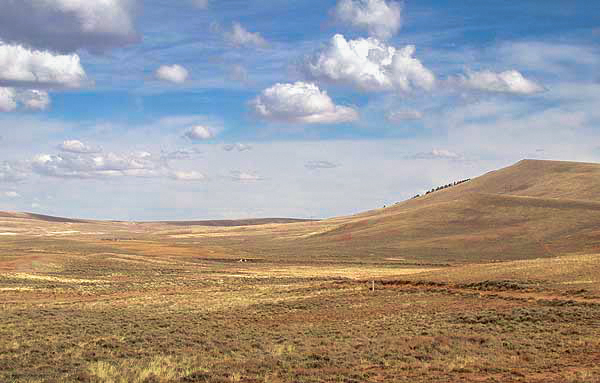
El South Pass, en la parte suroccidental de Wyoming, donde la expedición Pilcher acampó a finales de 1827 cuando sus caballos fueron robados.

Pilcher mismo llevó la última expedición de la Compañía Pilcher. Partieron de Council Bluff en septiembre de 1827 con dirección al Valle del Lago Salado, siguiendo los ríos Platte y Sweetwater. Mientras estaban acampados en el South Pass, fueron robados todos los caballos de la expedición; la expedición acampó en el río Green para pasar el invierno. En ese campamento de invierno, el agua destruyó todos los bienes comerciales de la expedición. En la primavera de 1828, la mayoría de los hombres volvieron a Council Bluff. Pilcher y otras nueve personas, sin embargo, compraron nuevas monturas y en agosto de 1828 exploraron la región del noroeste del Pacífico para reconocer posibles rutas comerciales. El grupo pasó el siguiente invierno en el lago Flathead y sus caballos fueron otra vez robados en febrero de 1829. Siete de los nueve cazadores renunciaron y emprendieron el regreso a casa, pero Pilcher y otro más intentaron llegar a Fort Colville, en el río Columbia. Los comerciantes en Fort Colville, entonces propiedad de la Compañía de la Bahía de Hudson, ofrecieron a Pilcher un retorno a San Luis, que aceptó.

### Disolución final
En el momento en que Pilcher regresó a San Luis en junio de 1830, se había familiarizado con la extensa red de la compañía de la Bahía de Hudson, la empresa de los comerciantes británicos en Canadá, así como con las operaciones de la poderosa American Fur Company, que a esas alturas casi monopolizaban el comercio estadounidense. Pilcher se negó a seguir luchando con la competencia y, con los activos de la empresa agotados, disolvió la Compañía Pilcher sin un acuerdo y sin la compra por otra empresa. Después de la disolución, la mayoría de sus antiguos operadores trabajaron para la American Fur Company, que tenía su sede en el oeste de San Luis, pero el momneto del auge del comercio de pieles ya había pasado.

## Otra bibliografía
- Skarsten, M.O. (1964), George Drouillard, Glendale, California: Arthur H. Clark Co..
- Sunder, John E. (1968), Joshua Pilcher: Fur Trader and Indian Agent, Norman, Oklahoma: University of Oklahoma Press.

- Datos: Q2749918